# James B. Francis
James Bicheno Francis (Southleigh, 18 maggio 1815 – Lowell, 18 settembre 1892) è stato un ingegnere inglese naturalizzato statunitense.

## Biografia
Portò numerosi contributi nel campo dell'ingegneria idraulica. A 18 anni emigrò dall'Inghilterra verso gli Stati Uniti, lavorando alla Locks and Canal Company di Lowell nel Massachusetts, per tutta la sua carriera.
Oltre ad aver inventato nel 1848 la turbina a reazione che porta il suo nome fu pure un fondatore della associazione americana degli ingegneri civili, della quale ricoprì l'incarico della presidenza.